# Litsea anomala
Litsea anomala är en lagerväxtart som beskrevs av Elmer Drew Merrill. Litsea anomala ingår i släktet Litsea och familjen lagerväxter. Inga underarter finns listade i Catalogue of Life.